# 2006年冬季残疾人奥林匹克运动会波兰代表团
2006年冬季残疾人奥林匹克运动会波兰代表团是波兰派出的2006年冬季残疾人奥林匹克运动会代表团。获得2枚金牌。